# Palpares sobrinus
Palpares sobrinus is een insect uit de familie van de mierenleeuwen (Myrmeleontidae), die tot de orde netvleugeligen (Neuroptera) behoort. 
Palpares sobrinus is voor het eerst wetenschappelijk beschreven door Péringuey in 1911.